# VEB Faserplattenwerk Ribnitz-Damgarten
Der VEB Faserplattenwerk Ribnitz-Damgarten war ein volkseigener Industriebetrieb der Deutschen Demokratischen Republik (DDR). Er war als Stammbetrieb des VEB Möbelkombinats Ribnitz-Damgarten mit über 1700 Beschäftigten einer der wichtigsten Hersteller von Hartfaser- und Spanplatten in der DDR sowie größter Arbeitgeber der Stadt und der Region.

## Unternehmensgeschichte

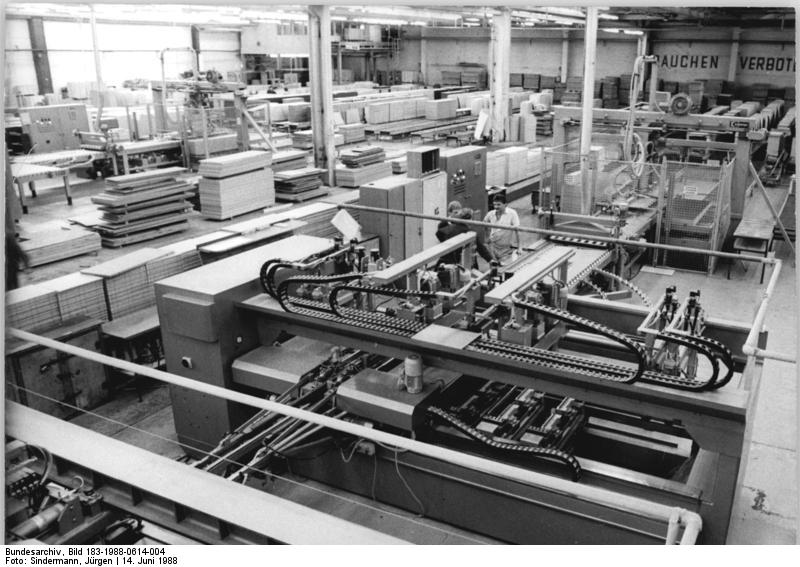
Werkhalle des Faserplattenwerkes (14. Juni 1988)

Die Grundsteinlegung des Werkes führte am 4. Dezember 1953 der stellvertretende Minister für Leichtindustrie und Staatssekretär der DDR-Regierung Willi-Peter Konzok durch. Die Gründung erfolgte auf dem ehemaligen Firmengelände des Walther-Bachmann-Flugzeugbauwerkes im Körkwitzer Weg des Ortsteils Ribnitz. Am 16. Dezember 1955 wurde nach dem Aufbau des Werkes mit der Produktion begonnen. Aus ökonomischen Gründen wurden zunächst Faserplatten aus Holzaustauschstoffen wie Rapsstroh oder Ölsaatenstroh produziert. 1956 begann die Herstellung von harten Faserplatten. 1957 arbeiteten 420 Beschäftigte im Vierschichtsystem bei einem Umsatz von vier Millionen Mark und einem Produktionsvolumen von 6500 m³ Platten. Nach Errichtung des Spanplattenwerkes als weiterem Betriebsteil stieg die Mitarbeiterzahl 1967 auf 610 bei einem Umsatz von 21,7 Millionen Mark und einem Produktionsvolumen von 22.000 m³. 1969 begann die Vorbereitung zur Produktionseinführung der mitteldichten Faserplatten (MDF). Im Dezember 1972 startete der Probebetrieb mit einer neuen MDF-Anlage aus Schweden und 1973 lief die Produktion an. Parallel entstand ein neuer Produktionszweig für Wohn- und Schlafraummöbel. Bereits im September desselben Jahres wurde ein Großteil der Maschinen durch eine Staubexplosion zerstört, sodass die Produktion erst ein Jahr später wieder aufgenommen werden konnte.
1979 wurden verschiedene Wohnraummöbelproduzenten und -zulieferer der drei DDR-Nordbezirke (Rostock, Schwerin und Neubrandenburg) mit insgesamt 7167 Beschäftigten im VEB Möbelkombinat Ribnitz-Damgarten
vereint. Größter Kombinatsteil war das Faserplattenwerk mit 1753 Mitarbeitern und einem Umsatz von 177,3 Millionen Mark. Täglich wurden  ca. 1400 Festmeter Holz verarbeitet. Das Unternehmen belieferte auch westdeutsche Unternehmen u. a. das Versandhaus Quelle. Da die Produkte europaweit erfolgreich verkauft wurden, erhielt das Werk Auszeichnungen der DDR.
Das Unternehmen unterhielt zahlreiche soziale Einrichtungen wie Kinderferienlager, Ferienheime, Sport- und Kulturvereine sowie Kindergärten. In Fabriknähe entstanden eine Plattenbausiedlung sowie eine eigene Poliklinik für die Beschäftigten und die Bevölkerung der Stadt.
Die Abwässer der Fabrik führten über den gesamten Zeitraum der Existenz des Werkes zu Belastungen der Umwelt, insbesondere des nahen Boddengewässers.

### Nachwendezeit
Nach dem Niedergang der DDR brachen die osteuropäischen Absatzmärkte des Unternehmens weg. Das Werk wurde privatisiert, in acht GmbHs aufgeteilt und Teil der Holding Nordmöbel GmbH. Am 5. Juli 1990 wurde eine Kaufabsichtserklärung zwischen dem vermeintlichen Investor Eduard Friedrich Kynder, dem Geschäftsführer der Holding und ehemaligem Kombinatsdirektor Bernhard Boeck sowie der Treuhandanstalt unterzeichnet. Nach dem Ausbleiben von Investitionen, mehreren Entlassungswellen und dem Absprung von Kaufinteressenten erwarb Kynder das Werk am 1. Oktober 1991 für eine Mark. Kynder wurde vorgeworfen, mit dem Ankauf einer Altanlage, überhöhten Rechnungen und verdeckten Gewinnausschüttungen 55 Millionen Mark erschlichen zu haben. Obwohl die Firma vor dem Konkurs stand, wurden insgesamt 276 Millionen Mark an Subventionen von Bund, Land und Treuhand investiert. Am 31. Juli 1996 wurde die Fabrik von der verbliebenen Belegschaft erfolglos besetzt. Nach mehreren gescheiterten Übernahmeversuchen wurde das unter dem Namen „BESTWOOD“ firmierende Werk 1997 geschlossen.
Auf dem ehemaligen 46 Hektar großen Firmengelände sind heute (Stand 2018) einige Kleinstunternehmen angesiedelt, der überwiegende Teil ist eine Industriebrache. Die Stadt Ribnitz-Damgarten plant, das Gelände zu einem Wohngebiet umzugestalten.

## Auszeichnungen
- Banner der Arbeit
- Karl-Marx-Orden